# Quartier général des Forces armées suédoises
Le Quartier général des Forces armées suédoises (en suédois : Högkvarteret, HKV) est le plus haut niveau de commandement des Forces armées suédoises. Créé en 1994, sa tâche principale est de commander les opérations, mais il est également impliqué dans des domaines tels que la stratégie militaire et le développement global des forces armées. Il agit comme un intermédiaire avec le gouvernement. Il est situé à Lidingövägen 24, Gärdet à Stockholm.

## Histoire

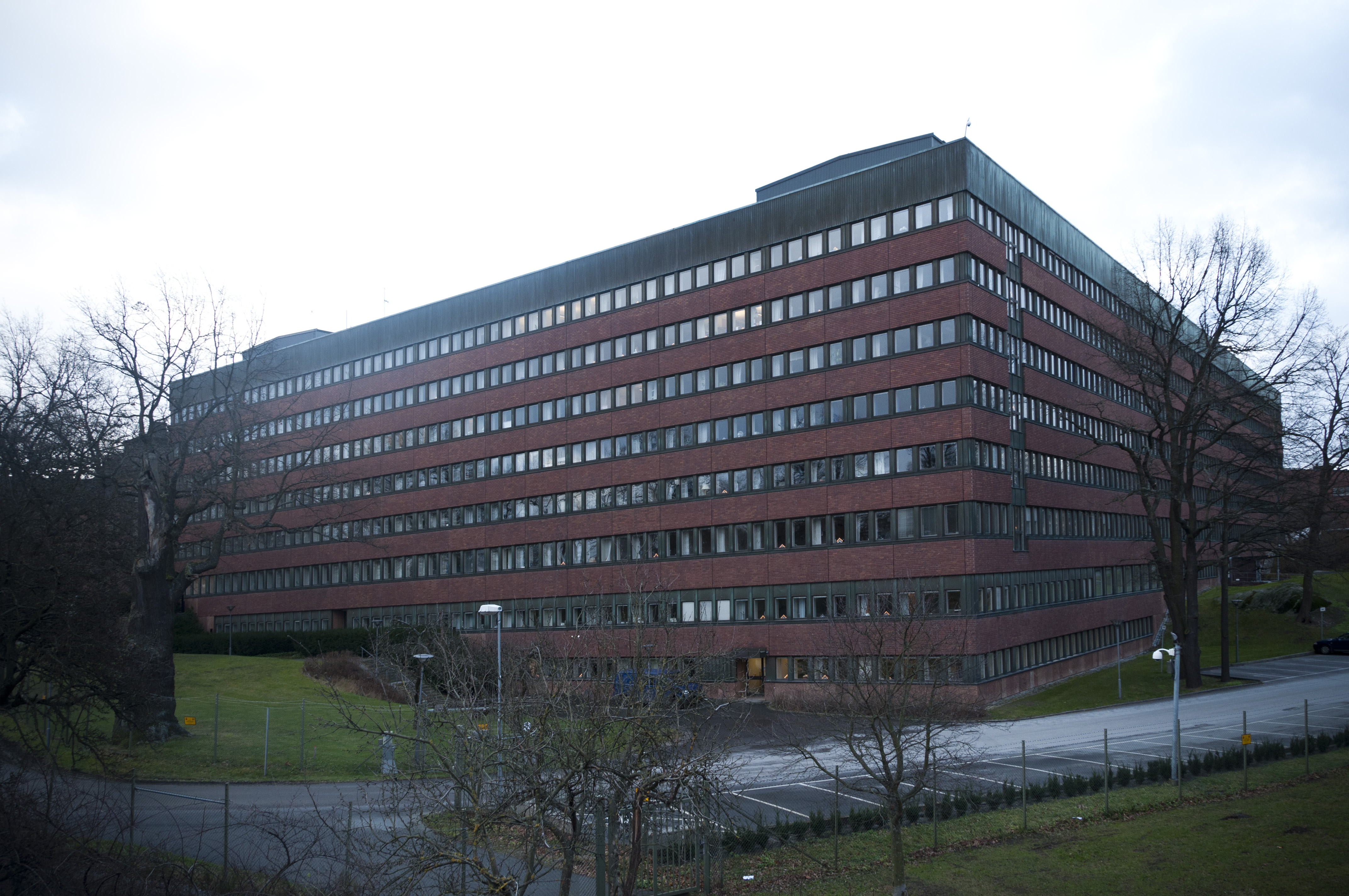
Le Quartier général des Forces armées suédoises est situé à Lidingövägen 24, à Stockholm.

### 1994–1998
Le 1er juillet 1994, une importante réorganisation des Forces armées suédoises a été effectuée, ainsi que des états-majors centraux de l'époque. Passant de plus d'une centaine d'organismes différents, les Forces armées suédoises ont été réorganisées en un seul organisme (le plus grand organisme de Suède). L'État-major de la Défense et les états-majors des trois branches militaires, l'Armée de Terre, l’Armée de l'Air et la Marine, ont été simultanément regroupés au sein d'un quartier général commun.
À l'époque, le quartier général se composait de quatre commandements : le Commandement des opérations conjointes (en suédois : Operationsledningen, OpL), le Commandement de l'Armée de Terre (Arméledningen), le Commandement de la Marine (Marinledninge) et le Commandement de l’Armée de l'Air (Flygvapenledningen), ainsi que de trois états-majors : l'État-major de planification (Planeringsstaben), l'État-major du renseignement et de la sécurité (Underrättelse- och säkerhetsstaben) et l'État-major conjoint (Gemensamma staben). L'État-major conjoint comprenait un grand nombre de départements plus ou moins indépendants, considérés comme un soutien de groupe commun.
Autrement dit, le quartier général abritait à la fois des parties d'état-major et des parties exécutives dans ce que l'on appelait des commandements. Les chefs des commandements étaient également connus sous le nom de Chefs de la production centrale (Centrala Produktionsledare, CPL). Les CPL avaient, sous le commandement suprême, la responsabilité du développement, de l'entretien et de la mise hors service des unités de guerre dans des programmes spécifiquement désignés, tels que le programme 2 pour les unités de l'Armée de Terre ou le programme 7 pour les unités de la Marine, etc.

### 1998–2000
Une nouvelle organisation du quartier général a été adoptée le 1er juillet 1998. Les commandements de l'Armée de Terre, de la Marine et de l'Armée de l'Air ont cessé d'exister, de même que les postes de chef d'état-major de l'Armée de Terre, de chef d'état-major de l'Armée de l'Air et de chef d'état-major de la Marine. Leurs tâches ont été transférées à deux nouvelles directions créées au sein du quartier général : la Direction des Forces conjointes (Krigsförbandsledningen) et la Direction générale de la formation et de la gestion (Grundorganisationsledningen), ainsi qu'à trois nouveaux "centres" : le Centre de l'Armée de Terre à Enköping, le Centre de la Marine à Berga et le Centre de l'Armée de l'Air à Uppsala. Le Commandement des opérations conjointes (Operationsledningen, OpL) a également été créé, avec la responsabilité de planifier et de diriger les opérations opérationnelles à l'intérieur et à l'extérieur de la Suède, tant en temps de paix qu'en temps de guerre, ainsi que pour l'organisation de guerre, sa capacité et sa préparation. Deux états-majors ont également été créés : l'État-major de planification (Planeringsstaben), qui était l'organe préparatoire de l'agence pour se concentrer et prioriser les opérations, et l'État-major des ressources humaines (Personalstaben, PERSS), qui était l'organe préparatoire de l'agence pour les questions relatives aux ressources humaines. Afin de soulager le Commandant suprême, un poste spécial de Vice-Commandant suprême a été créé. Ces deux postes constituaient ensemble le groupe exécutif. Le Vice-Commandant suprême dirigeait les efforts du quartier général par la coordination des opérations. Il avait également la responsabilité d'employeur pour le personnel du quartier général. Pour aider à coordonner les opérations, il disposait d'un Département de coordination.

### 2000-2004
À travers la Loi de Défense de l'année 2000, le quartier général a été de nouveau réorganisé. Le Commandement des Forces conjointes a été établi, comprenant notamment des parties du Commandement des opérations conjointes du quartier général. Le Commandement des Forces conjointes se composait de quatre parties : un commandement opérationnel, le Commandement tactique de l'Armée de Terre, le Commandement tactique de la Marine et le Commandement tactique de l'Armée de l'Air. Le Chef de la Garde nationale, avec des fonctions d'état-major, a été intégré au quartier général. Le changement le plus important et crucial au sein du quartier général était la création de la Direction des Plans stratégiques et de la Politique (Strategiledningen). Elle a été principalement constituée de parties du Commandement des opérations conjointes de l'époque et de l'État-major de planification. La Direction des Plans stratégiques et de la Politique agirait en tant qu'organe de direction et de planification de l'agence. En résumé, le quartier général se composait du personnel de commandement de l'agence, de trois unités, à savoir, la Direction des Plans stratégiques et de la Politique, le Commandement des Forces conjointes et la Direction générale de la Formation et de la Gestion, ainsi que d'une unité d'état-major, à savoir le Personnel. En plus de ces unités, il y avait au sein du quartier général l'Inspection de la Sécurité des Forces armées suédoises (Försvarsmaktens säkerhetsinspektion), le Service de Renseignement et de Sécurité Militaire suédois, et des départements indépendants pour, entre autres, la présentation de positions, la coordination, le droit et l'administration.
En juillet 2002, une enquête de gestion a été achevée, indiquant un certain nombre de problèmes à résoudre. Cela concernait des questions importantes telles que la coordination des processus de travail au sein du quartier général et la gestion et le suivi des unités dans tout le pays. La proposition de l'enquête a abouti, entre autres, à l'introduction d'un commandant du quartier général qui serait responsable et contrôlerait les processus de travail dans le commandement central. D'autres mesures prises incluaient l'intégration des inspecteurs généraux (Inspecteur général de l'Armée de Terre, Inspecteur général de l'Armée de l'Air, Inspecteur général de la Marine) au sein de la Direction générale de la Formation et de la Gestion du quartier général (Grundorganisationsledningen), ainsi que la création de nouveaux postes d'Inspecteur des Communications et des Systèmes d'Information (Ledningsinspektör) et d'Inspecteur de la Formation (Utbildningsinspektör). De plus, le Commandement des Forces conjointes faisait désormais formellement partie du quartier général. Cependant, la proposition de l'enquête de fusionner le Commandement des Forces conjointes (Krigsförbandsledningen) et la Direction générale de la Formation et de la Gestion en une unité avec une responsabilité globale pour la production annuelle des unités n'a pas été mise en œuvre. L'enquête proposait une réduction de 240 postes au sein du quartier général. En janvier 2004, des réductions de 170 postes avaient été mises en œuvre.

### 2005-2007
À partir du 1er juillet 2005, le quartier général avait une structure de commandement axée sur les processus. Les Forces armées suédoises disposeraient ainsi de trois processus principaux : le processus de développement et d'orientation (Utvecklings- och inriktningsprocessen), le processus de production (Produktionsprocessen) et le processus d'intervention (Insatsprocessen). En outre, il y avait un processus de gestion (Ledningsprocessen) et le Service de Renseignement et de Sécurité Militaire avec le personnel associé. Le plus grand changement avec la nouvelle organisation était que des parties des opérations au sein de l'ancien Commandement des Forces conjointes (Krigsförbandsledningen) et de la Direction générale de la Formation et de la Gestion (Grundorganisationsledningen) étaient regroupées dans le processus de production (Produktionsprocessen). En plus de cela, il y avait diverses unités de soutien, par exemple le processus d'approvisionnement en compétences (Kompetensförsörjningsprocessen) et le processus économique (Ekonomiprocessen). Sur le plan organisationnel, le quartier général se composait d'une unité de commandement de 191 personnes, d'une autre unité de 332 personnes et d'une unité opérationnelle de 228 personnes. Cette dernière était située à Uppsala. En plus des unités susmentionnées, une unité administrative de 107 personnes a été ajoutée.